# Aristida curtissii
Aristida curtissii là một loài thực vật có hoa trong họ Hòa thảo. Loài này được (Gray) Nash mô tả khoa học đầu tiên năm 1901.